# Partido judicial de Castro-Urdiales
El partido judicial de Castro-Urdiales es uno de los ocho en los que se divide la comunidad autónoma de Cantabria, creado en 1992 mediante la Ley 3/1992, de 20 de marzo, sobre medidas de corrección de la Ley de Demarcación y Planta Judicial, como número ocho de los ocho en que se divide Cantabria, en España.
Está conformado por tres juzgados de primera instancia e instrucción.

## Ámbito geográfico
| Partido Judicial | Capital de partido | Municipios que comprende                       |
| ---------------- | ------------------ | ---------------------------------------------- |
| 8                | Castro-Urdiales    | Castro-Urdiales, Guriezo y Valle de Villaverde |